# Karl Popper

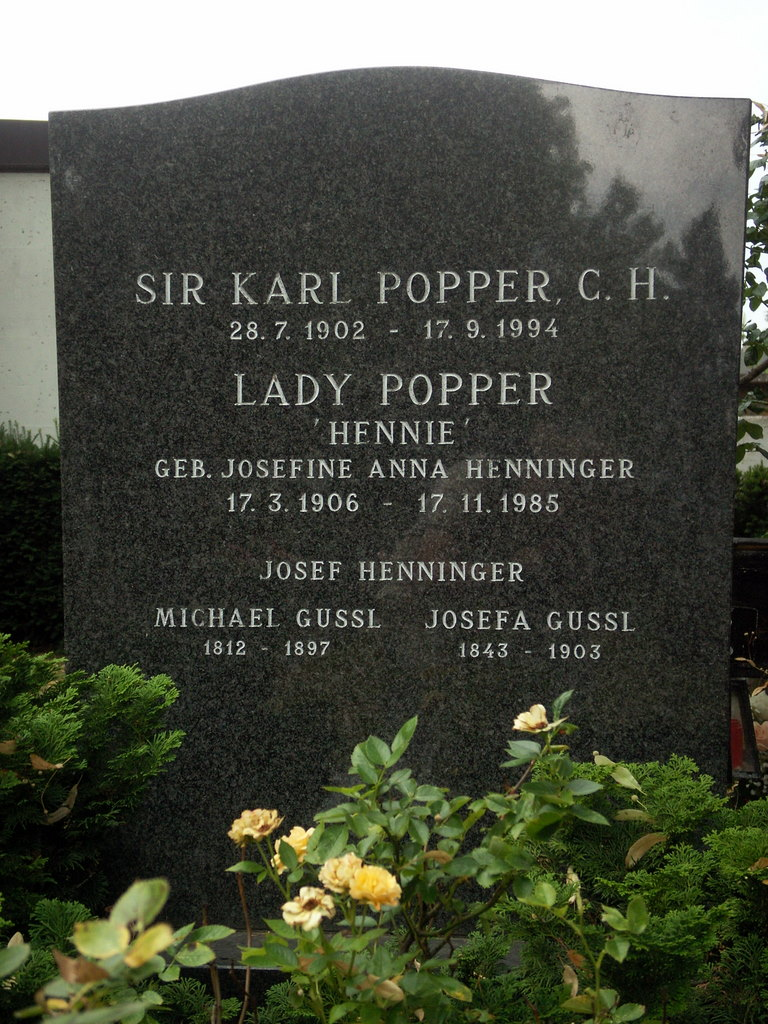
Tomba de Karl Popper

Sir Karl Raimund Popper [kʿaʶl ˌʁa͡ɪ̯mʊnt ˈpʰɔpʿɐ], Kt, CH, FRS, FBA (Viena, Imperi Austrohongarès, 28 de juliol de 1902 - Londres, Anglaterra, 17 de setembre de 1994) fou un dels filòsofs i sociòlegs més importants del segle xx.

## Biografia
Va néixer el 28 de juliol de 1902 a Viena, en aquells moments situada en l'Imperi Austrohongarès, però que actualment és la capital d'Àustria, en una família de religió jueva convertida al protestantisme. Va començar la seva carrera com a aprenent ebenista, però posteriorment va estudiar filosofia a la Universitat de Viena, en la qual es va doctorar l'any 1928. L'any 1929, comença ensenyar a aquesta universitat com a professor de matemàtiques i física. Sovintejava el cercle de Viena (neopositivista) sense arribar mai a entrar-hi. El seu pensament va ser influenciat per la lectura de les obres de Gottlob Frege, Alfred Tarski i Rudolf Carnap.
L'ascens del nacionalsocialisme a Àustria va dur finalment a la dissolució del cercle de Viena. L'any 1936, el seu fundador Moritz Schlick va ser assassinat per un estudiant, la qual cosa fou obertament celebrada per la premsa propera al nacionalsocialisme. El 1937, després de la presa del poder pels partidaris d'Adolf Hitler, Popper, davant l'amenaçadora situació política, es va exiliar a Nova Zelanda, i després va emigrar als Estats Units d'Amèrica i Gran Bretanya. Enrere va deixar tota la seva família, incloent-hi la seva mare malalta; en total, setze familiars de Popper van ser assassinats pels nazis.
El 1937 va acceptar una proposició de professor associat a Christchurch, on va restar durant tota la Segona Guerra Mundial. El 1945 va tornar a Europa i es va instal·lar a Londres, on va exercir de professor de lògica i de metodologia de les ciències a partir d'una proposició de Friedrich August von Hayek, professor a la London School of Economics and Political Science (LSE). Aquell mateix any va adquirir la nacionalitat britànica.
El 1969 es va retirar de la vida acadèmica activa, passant a la categoria de professor emèrit. A pesar d'això, va continuar publicant fins a la seva mort, esdevinguda el 17 de setembre de 1994 al barri d'East Croydon de la ciutat de Londres.
Nomenat cavaller per part de la reina Elisabet II del Regne Unit l'any 1965, també fou membre de la Societat Mont Pèlerin, comunitat d'estudis fundada per von Hayek per promoure una agenda política liberal, i de la Royal Society de Londres. El 1989 fou guardonat amb el Premi Internacional Catalunya, en la seva primera edició i concedit per la Generalitat de Catalunya.

## Obra filosòfica

### Epistemologia
El 1934, Popper va exposar la seva visió sobre la filosofia de la ciència en la seva obra clàssica Logik der Forschung traduït al català per Magí Cadevall i Soler com a La lògica de la investigació científica. El filòsof austríac hi aborda el problema dels límits entre la ciència i la filosofia, i hi proposa recercat un anomenat criteri de demarcació entre aquestes que permeti, de manera tan objectiva com sigui possible, distingir les proposicions científiques d'aquelles que no ho són. És important assenyalar que el criteri de demarcació no decideix sobre la veracitat o falsedat d'una afirmació, sinó només sobre si aquesta afirmació ha de ser estudiada i discutida dins de la ciència o, per contra, se situa en el camp més especulatiu de la filosofia.
En aquest punt, Popper discrepa intencionadament del programa positivista, que establia una distinció entre proposicions contrastables (positives), com ara «avui plou» i aquelles que no són més que abusos del llenguatge i manquen de sentit, per exemple «Déu existeix». Per a l'autor, aquest últim tipus de proposicions sí que té sentit i resulta legítim discutir-les, però han de ser distingides i separades de la ciència.
Popper era conscient de l'enorme progrés en el coneixement científic que es va experimentar en els segles que l'havien precedit mentre que problemes com l'existència de Déu o l'origen de la llei moral semblaven resistir-se sense remei, ja que no mostraven grans avanços des de la Grècia clàssica. Per això, la recerca d'un criteri de demarcació apareix lligada a la pregunta de quina propietat distintiva del coneixement científic ha fet possible l'avanç en el nostre enteniment de la natura. Alguns filòsofs havien buscat resposta en l'inductivisme, segons el qual quan una llei física resulta repetidament confirmada per la nostra experiència podem donar-la per certa o, almenys, assignar-li una gran probabilitat. Però aquest raonament, com ja va ser estudiat per David Hume, no pot sostenir-se en criteris estrictament lògics, ja que aquests no permeten d'extreure (induir) una llei general o universal a partir d'un conjunt finit d'observacions particulars.
La sortida a aquest dilema proposada en La lògica de la investigació científica és que el coneixement científic no avança confirmant noves lleis, sinó descartant lleis que contradiuen l'experiència. Aquest descart Popper anomenà falsabilitat. D'acord amb aquesta nova interpretació, la tasca del científic consisteix principalment a criticar (acte al qual Popper sempre va concedir la major importància) lleis i principis de la natura per reduir, així, el nombre de les teories compatibles amb les observacions experimentals de les quals es disposa. El criteri de demarcació pot definir-se, llavors, com la capacitat d'una proposició de ser refutada o que conté el «principi de falsabilitat». Només s'admetran com a proposicions científiques que permetin un experiment o una observació que les contradiguin. Així, dintre de la ciència queden, per exemple, la teoria de la relativitat i la mecànica quàntica, i fora el marxisme o la psicoanàlisi.
En el sistema de Popper, es combina la racionalitat amb l'extrema importància que la crítica té en el desenvolupament del nostre coneixement. És per això que aquest sistema va ser batejat com a racionalisme crític.
Les seves idees sobre el coneixement científic es poden considerat com la base que sustenta la resta de les seves contribucions a la filosofia. A més a més, han gaudit d'enorme popularitat des que van ser publicades per primera vegada i, almenys entre la comunitat científica, el concepte de falsabilitat ha arrelat fortament i és comunament acceptat com un criteri vàlid per jutjar la respectabilitat d'una teoria. Conscient d'això, i de les crítiques que van suscitar les seves teories, Popper va ampliar i va matisar el seu treball originari en edicions successives.

### Ontologia
Popper proclamava la realitat de tres mons diferents, definint-se així com pluralista, i no com dualista o monista. El primer món corresponia a la realitat física, tots aquells cossos o entitats que ocupen un lloc a l'espai i el temps, una realitat que es pot dividir al seu torn entre éssers vius i éssers no vius i que constitueix un dels objectes preeminents d'estudi de la ciència. El món 2 correspondria als processos mentals, els pensaments i els sentiments, que tenen una realitat diferent, tot i que relacionada, amb l'univers físic. Es pot dividir entre productes animals i humans i entre processos conscients i inconscients. El món 3 és el de productes de la ment i està format pels continguts dels llenguatges. Aquests tenen una translació al món físic i al món mental, per exemple una novel·la consta d'un text o artefacte lingüístic, propi del món 3, però es transmet en un llibre físic (món 1) i provoca unes emocions entre els lectors (món 2).
Popper va postular aquest tercer món per escapar del reduccionisme del materialisme (per a ell els objectes abstractes i els pensaments tenien realitat independent, ja que podien transmetre's i influir a l'univers físic) i per poder afirmar quelcom objectiu dels continguts mentals, més enllà de les percepcions subjectives del món 2. Proposa aquest tercer àmbit del real per solucionar el problema ment-cos i evitar les contradiccions de les tesis anteriors.

### Sociologia
Malgrat les seves notables contribucions a l'epistemologia, Popper és recordat per molts com un filòsof social, teòric del liberalisme i defensor de la societat oberta enfront dels sistemes que, segons la seva concepció, resultaven totalitaris, com ara el comunisme i el nacionalsocialisme. No obstant això, per a comprendre les seves posicions polítiques cal partir de les seves aportacions a la teoria del coneixement.
L'obra més coneguda de Popper és The Open Society and Its Enemies (La societat oberta i els seus enemics, 1945), escrita durant la Segona Guerra Mundial des del seu exili a Nova Zelanda. L'autor hi proposa aplicar a la política les seves teories sobre la ciència i l'avanç del coneixement. Popper indaga en la història de la filosofia per traçar els orígens del totalitarisme que havia desembocat en la guerra i en la radical crisi del pensament occidental. És notable que, des de les seves primeres pàgines, aborda el problema armat d'un ferm optimisme respecte de la naturalesa humana, afirmant que el pensament totalitari i la destrucció associada a aquest neixen de l'obstinació sincera dels humans a millorar la seva condició i la dels seus semblants, si bé la seva bona voluntat descarrila en ser guiada per filosofies utòpiques i metodològicament equivocades.
Aquest reconeixement moral que Popper atorga als seus adversaris ideològics és particularment visible en la consideració amb la qual tracta Karl Marx, ja que, si bé pot considerar-se aquesta obra com una encertada crítica al marxisme, el pensador vienès reconeix en Marx un sincer interès a millorar les condicions de les classes humils, així com valuoses aportacions a la sociologia.
Popper planteja una interpretació de la història del pensament polític basada en la confrontació entre dues escoles o visions del món: una de reaccionària que enyora una comunitat tancada i perfecta, hereva de la tribu, i una altra de racional i crítica, que persegueix la reforma gradual de la societat mitjançant la discussió d'alternatives possibles, no utòpiques. Aquesta última és la que denomina societat oberta.
L'obra de 1945 se centra a atacar dos dels principals enemics de la "societat oberta": Plató i Karl Marx. En ells, Popper troba la proposta seductora de redissenyar l'armadura de la societat per convertir-la en una comunitat utòpica en la qual tots els problemes concrets quedarien resolts en virtut d'una visió totalitària del món i de la naturalesa humana. Una visió que, no obstant això, mai no podrà ser contrastada i que, per tant, sol·licita uns sacrificis al present a canvi d'un incert premi futur. Enfront d'aquesta proposa l'"enginyeria social", una filosofia política que, anàloga a la seva concepció sobre la ciència, persegueix l'avanç mitjançant la negació. Les propostes socials han de ser criticades i fins i tot, amb certes limitacions, experimentades, per així descartar aquelles que siguin perjudicials o que no reportin els beneficis previstos. Per davant de les transformacions revolucionàries de la societat advoca per una transformació gradual.
En l'obra The Poverty of Historicism (La misèria de l'historicisme, 1961), el títol de la qual parafraseja el de l'obra de Karl Marx La misèria de la filosofia, al seu torn una burlesca crítica a La filosofia de la misèria, de Pierre-Joseph Proudhon, critica, des d'un punt de vista metodològic i a partir dels postulats continguts en la seva primera obra, la possibilitat de predir l'avenir històric. El desenvolupament de la humanitat depèn dels seus avanços tècnics i científics que, per la seva pròpia naturalesa, resulten sempre imprevisibles; per això, és impossible avançar-se a la història i predir el seu avanç. Aquelles teories que tractin de fer-ho poden sostenir-se només si construeixen un llenguatge prou vague i obert a reinterpretacions com per a no poder ser refutades, amb la qual cosa no són teories científiques segons el criteri de demarcació de Popper, en contra del que proclama Marx, que creia haver descobert les lleis científiques de l'avenir històric.

## Crítica
Thomas Kuhn, en la seva influent obra The Structure of Scientific Revolutions (L'estructura de les revolucions científiques, 1962), va argumentar que poques vegades els científics han actuat seguint estrictament els postulats popperians del falsacionisme. Per contra, Kuhn defensa la tesi que la ciència ha avançat mitjançant "paradigmes" que dominen la mentalitat de cada època: els nous desenvolupaments científics són únicament examinats a la llum del paradigma en ús, i només rarament ocorre una revolució que qüestiona el paradigma mateix. Imre Lakatos, deixeble de Popper, va tractar de reconciliar aquesta postura amb la del seu mestre mitjançant la introducció de "programes d'investigació", que serien l'objecte de crítica i "falsació", en lloc de les més concretes "proposicions universalment vàlides" de les quals parlava l'autor austrobritànic. En aquest context, la tesi de Quine-Duhem afirma que és impossible contrastar una hipòtesi aïllada, ja que aquesta sempre forma part d'una xarxa interdependent de teories. Paul Feyerabend, deixeble també de Popper, va prendre una posició molt més radical: no hi ha cap mètode general per a ampliar o examinar el nostre coneixement i l'única descripció del progrés científic és anything goes ('tot s'hi val').
Pel que fa a les ciències socials, Popper va mantenir una viva controvèrsia coneguda com la Positivismusstreit (disputa positivista) de la sociologia alemanya. L'enfrontament va ser obert per un assaig titulat Lògica de les ciències socials, que va ser presentat per Popper el 1961 en el congrés de la Societat Alemanya de Sociologia a Tübingen. El filòsof vienès i el seu deixeble Hans Albert van afirmar que tota teoria amb pretensions científiques, àdhuc dintre de les ciències socials, havia de ser falsable. A aquesta visió de la sociologia es van oposar els dialèctics de l'escola de Frankfurt, Theodor Adorno i el seu deixeble Jürgen Habermas. En aquest context, ha d'entendre's una carta de Popper, publicada sense el seu consentiment l'any 1970 en el setmanari alemany Die Zeit i titulada "Contra les grans paraules". Hi ataca durament l'obra d'Adorno i Habermas, acusant-los d'emprar un llenguatge inflat i pretensiós, però buit de contingut.
També se l'ha criticat per les seves motivacions ideològiques. Per al físic Jean-Marc Lévy-Leblond, "l'estratègia popperiana, darrere una aparença liberal, responia a un objectiu més polític que epistemològic: descartar […] les pretensions científiques del marxisme i la psicoanàlisi".

## Relació amb Friedrich Hayek
Durant la seva estada a la School of Economics and Political Science, la relació amb Friedrich August von Hayek fou controvertida en termes polítics. A pesar que ambdós mantenien posicions metodològiques semblants i que Popper va fer seus alguns conceptes fonamentals de les obres de Hayek, com ara el principi de l'ordre espontani, la veritat és que Popper desconfiava dels mecanismes purs del mercat lliure que abanderava Hayek, predicant més aviat certa política reformista i intervencionista amb orientació social que no desemboqués, en qualsevol cas, en el control o la propietat estatal. És possible que aquesta postura estigués influïda pel record de les dures condicions de pobresa i marginació que Popper va poder observar durant la seva joventut a Viena.

## Obra seleccionada
- 1934: Logik der Forschung
- 1945: The Open Society and Its Enemies
- 1961: The Poverty of Historicism
- 1963: Conjectures and Refutations: The Growth of Scientific Knowledge
- 1972: El coneixement objectiu (Objective Knowledge: An Evolutionary Approach)
- 1976: Unended Quest; An Intellectual Autobiography
- 1977: The Self and Its Brain: An Argument for Interactionism, amb John Carew Eccles
- 1979: Die beiden Grundprobleme der Erkenntnistheorie - Aufgrund von Manuskripten aus den Jahren 1930-1933
- 1982: The Open Universe: An Argument for Indeterminism
- 1982: Realism and the Aim of Science
- 1985: Die Zukunft ist offen 1985, amb Konrad Lorenz
- 1992: The Lesson of this Century, entrevistes por Giancarlo Bosetti
- 1994: The Myth of the Framework: In Defence of Science and Rationality
- 1994: Knowledge and the Mind-Body Problem: In Defence of Interactionism